# カブキン
カブキン（1984年12月21日 - ）は、日本のYouTuber、ミュージシャンである。THE KIDDIEのドラム担当。
福岡県出身、神奈川県横浜市出身。慶應義塾大学卒業。妻はタレントの浜田翔子。義妹はタレントのはまだこう。

## 経歴
バンド活動として「ex.Re'lude（ローディー）」、「ギブス」、「CODE NAME（ユウ）」、「華族（ゆう）」、「THE KIDDIE」の一員だった。
2007年、THE KIDDIEを結成。2015年にメンバーの揺紗や佑聖と一緒に「GUTS AND DEATH」名義で音楽活動しながらYouTubeに動画投稿する。同年、THE KIDDIEが解散。その後、YouTubeで「カブキン Kabukin」チャンネルを2016年2月27日に登録、開設した。
2018年、『こんなところに運命の人』（CBC）に「浮気魔YouTuber」役で出演した。
2020年6月29日、タレントの浜田翔子と結婚。
2021年12月28日、第1子男児が誕生したことを妻の浜田が自身のInstagramで報告。
2024年1月29日、第2子男児が誕生したことを妻の浜田が自身のInstagramで報告。
2025年2月8日、第3子男児が誕生したことを妻の浜田が自身のInstagramで報告。